# SeaMonkey
O SeaMonkey é uma suíte de internet em software livre e de código aberto. É a continuação da antiga Mozilla Application Suite, baseado no mesmo código-fonte, que por si só se originou-se do Netscape Communicator e formou a base do Netscape 6 e Netscape 7.
O SeaMonkey foi criado em 2005 depois da Mozilla Foundation decidir se focar em aplicativos individuais como o Firefox e o Thunderbird. O desenvolvimento do SeaMonkey é dirigido pela comunidade, em contraste a Mozilla Application Suite, que ate o lançamento de sua última versão (1.7.13) foi governada pela Mozilla Foundation. O novo grupo de liderança do projeto é chamado de SeaMonkey Council.
Comparado ao Firefox, o navegador web SeaMonkey mantém a interface muito mais tradicional do Netscape e do Mozilla Suite. Muitas extensões para Firefox e Thunderbird podem ser convertidas para serem compatíveis com o SeaMonkey caso ainda não tenha sido.

## Componentes

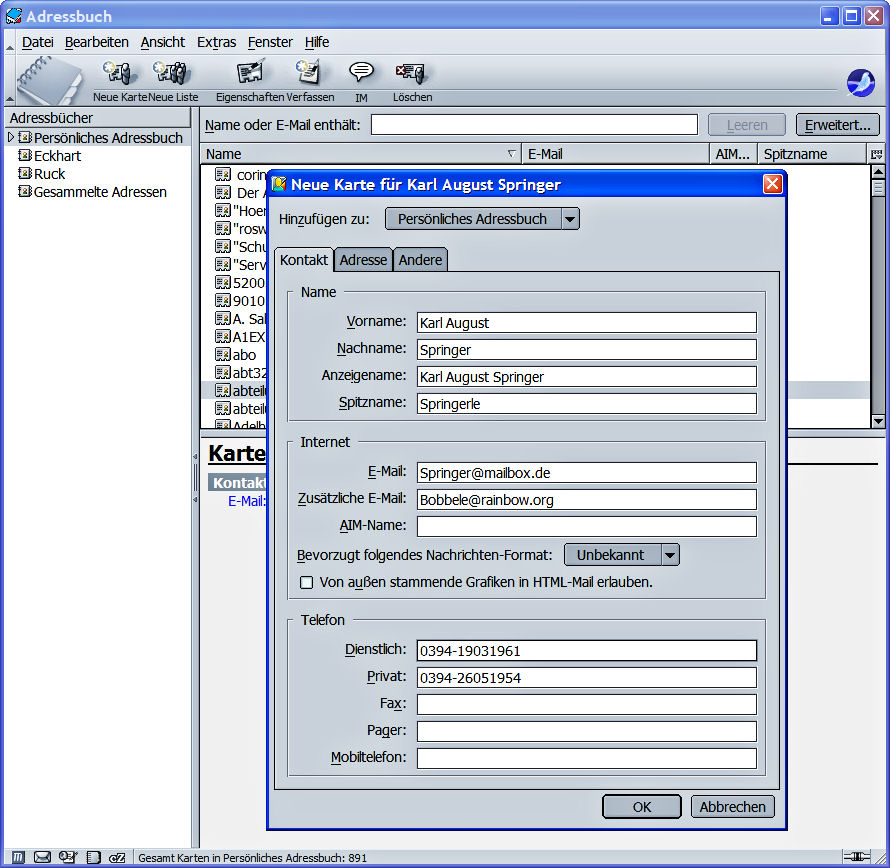
Catálogo de endereços no SeaMonkey Mail 1.1.16

O SeaMonkey consiste de um navegador web, que é descendente da família Netscape, um programa de e-mail e cliente de notícias (SeaMonkey Mail & Newsgroups, que compartilha código com o Mozilla Thunderbird), um editor HTML (SeaMonkey Composer) e um cliente IRC (ChatZilla). A suíte de software suporta temas. Ele vem com dois temas na instalação padrão, Modern e Classic.

### Mail

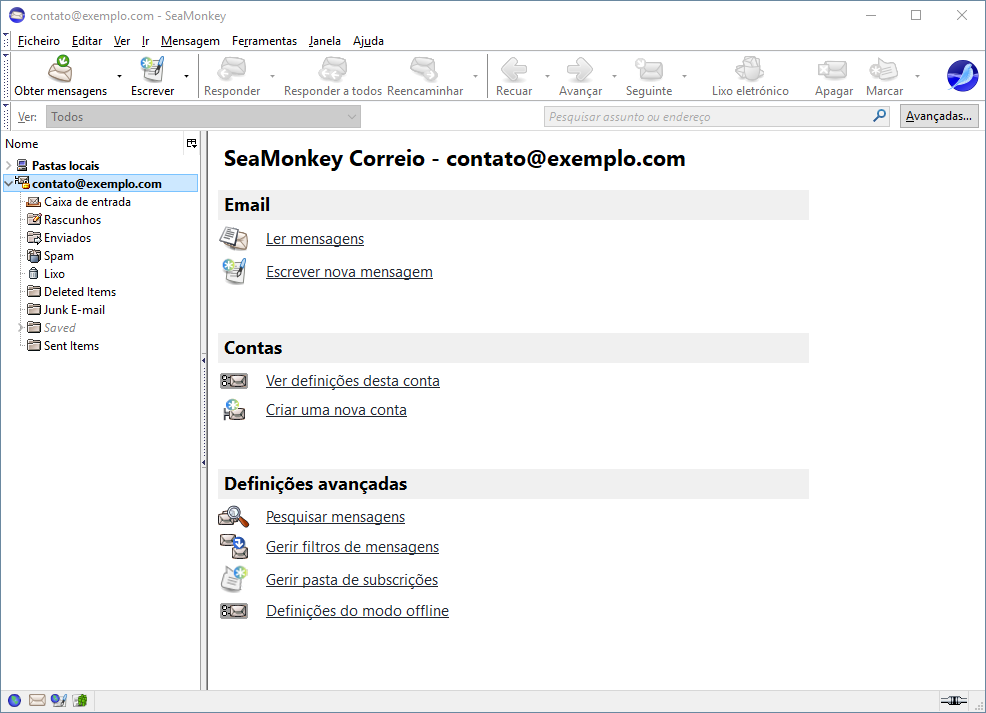
SeaMonkey Mail & Newsgroups 2.46

O SeaMonkey Mail é um cliente de e-mail tradicional que incluí suporte para múltiplas contas,detecção de spam, filtros de mensagens, suporte para mensagens HTML, catálogo de endereços, além de outros recursos. Ele compartilha código com o Mozilla Thunderbird; tanto o Thunderbird como o SeaMonkey são compilados da árvore de fonte comm-central da Mozilla.

### Composer

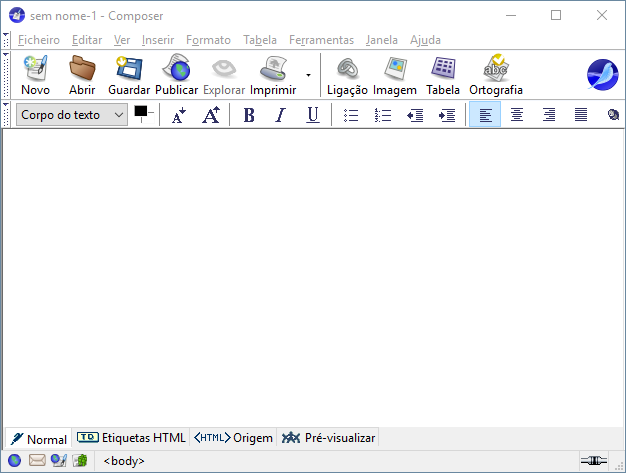
SeaMonkey Composer 2.46

O SeaMonkey Composer é um editor HTML WYSIWYG. Sua interface de usuário principal tem quatro abas: Normal (WYSIWYG), etiquetas HTML, código HTML e pré-visualização no navegador. O código gerado é um HTML 4.01 Transitional. O SeaMonkey Composer não é mais ativamente mantido, mas o código do editor subadjacente é compartilhado com o componente Mail.

## Portabilidade
O projeto SeaMonkey lança versões oficiais para Linux, macOS e Windows. Ele também lança versões x86-64 "não oficiais" para Linux.

## Escolha do nome
Para evitar confundir organizações que ainda queiram usar a suíte Mozilla original, o produto precisava de um novo nome. Após especulação inicial pelos membros da comunidade, um anúncio em 2 de julho de 2005 confirmou que SeaMonkey seria o nome da suíte de internet que substituiria a suíte Mozilla.
"Seamonkey" (com um "m" em caixa baixa) foi usado pela Netscape e a Mozilla Foundation como codinome para o "Netscape Communicator 5", que nunca foi lançado, e a própria suíte Mozilla. Originalmente, o nome foi derivado de uma necessidade de uma palavra melhor que ButtMonkey (literalmente "bunda de macaco"), que tinha ganho um concurso para a escolha do codinome, e foi escolhido em referência ao camarão de água salgada.
O SeaMonkey Council agora tem o nome como marca registrada com ajuda da Mozilla Foundation. O projeto usa um esquema de numeração separado, com o primeiro lançamento sendo conhecido como SeaMonkey 1.0. Apesar de ter um nome e número de versão diferente, o SeaMonkey 1.0 ié baseado no mesmo código que a suíte Mozilla 1.7.
Por questões de marca registrada e direitos autorais, o Debian renomeu o SeaMonkey e o distribuiu como Iceape até 2013.

## História

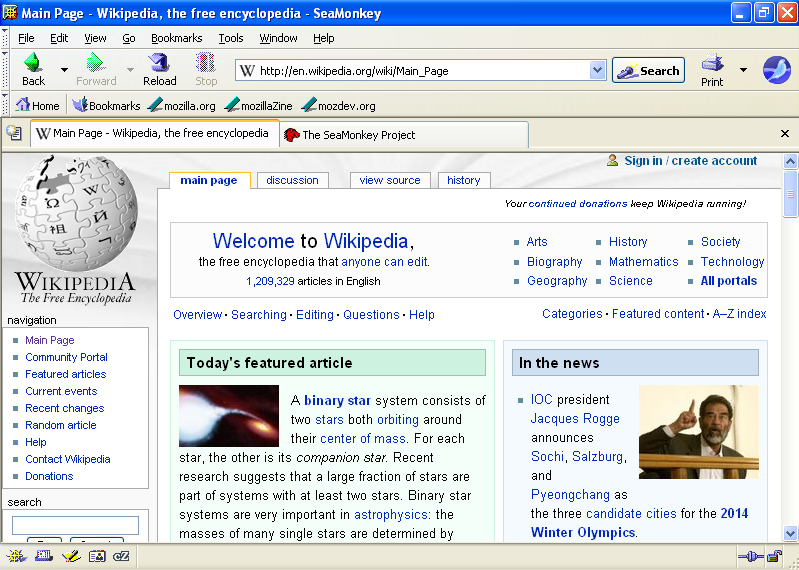
SeaMonkey Navigator 1.0.2

Em 10 de março de 2005, a Mozilla Foundation que não iria mais lançar mais nenhuma versão oficial da Mozilla Application Suite após 1.7.x, desde que decidiu investir em aplicativos separados como o Firefox e o Thunderbird. Entretanto, a fundação enfatizou que iria continuar oferecendo infraestrutura para membros da comunidade que desejassem continuar o desenvolvimento. Na realidade, isso significa que a suíte continua sendo desenvolvida, mas agora pelo SeaMonkey Council ao invés de pela Mozilla Foundation.
O SeaMonkey foi lançado inicialmente em 15 de setembro de 2005. O SeaMonkey 1 foi lançado em 30 de janeiro de 2006.
O código-fonte do projeto principal do Mozilla foi licenciado sob uma tri-licença disjuntiva (antes de mudar para MPL 2.0) que deu a escolha de um dos três seguintes conjuntos de termos de licenciamento: Mozilla Public License, versão 1.1 ou posterior, GNU General Public License, versão 2.0 ou posterior, GNU Lesser General Public License, versão 2.1 ou posterior.

## SeaMonkey Council
O SeaMonkey Council, que é a equipe responsável pela gestão do projetos e lançamentos, atualmente consiste de Philip Chee, Karsten Düsterloh, Jens Hatlak, Robert Kaiser, Ian Neal, Neil Rashbrook e Justin Wood.

## Histórico de lançamentos
| Versão antiga | Versão atual | Versão futura | Versão em teste |

| Histórico de lançamentos | Histórico de lançamentos | Histórico de lançamentos | Histórico de lançamentos |
| Versão do Gecko          | Versão do SeaMonkey      | Data de lançamento       | Mudanças significativas |
| ------------------------ | ------------------------ | ------------------------ | --- |
| 1.8                      | 1.0 Alpha                | 15 de setembro de 2005   | |
| 1.8                      | 1.0 Beta                 | 19 de dezembro de 2005   | |
| 1.8.0                    | 1.0                      | 30 de janeiro de 2006    | Lançamento oficial da versão 1.0.                                                                                           |
| 1.8.0                    | 1.0.1                    | 13 de abril de 2006      | Atualizações de segurança e suporte nativo ao sistema Mac OS X com processadores Intel via binário universal.               |
| 1.8.0                    | 1.0.2                    | 1 de junho de 2006       | Melhoria em estabilidade e correções de segurança.                                                                          |
| 1.8.0                    | 1.0.3                    | 27 de julho de 2006      | Melhoria em estabilidade e correções de segurança.                                                                          |
| 1.8.0                    | 1.0.4                    | 2 de agosto de 2006      | Pequena correção de uma regressão com o protocolo Microsoft Media Server na versão 1.0.3.                                   |
| 1.8.0                    | 1.0.5                    | 14 de setembro de 2006   | Melhoria em estabilidade e correções de segurança.                                                                          |
| 1.8.0                    | 1.0.6                    | 8 de novembro de 2006    | Melhoria em estabilidade e correções de segurança.                                                                          |
| 1.8.0                    | 1.0.7                    | 20 de dezembro de 2006   | Melhoria em estabilidade e correções de segurança.                                                                          |
| 1.8.0                    | 1.0.8                    | 27 de fevereiro de 2007  | Melhoria em estabilidade e correções de segurança.                                                                          |
| 1.8.0                    | 1.0.9                    | 30 de maio de 2007       | Melhoria em estabilidade e correções de segurança. Marca o fim-de-vida para a série SeaMonkey 1.0.x.                        |
| 1.8.1                    | 1.1 Alpha                | 30 de agosto de 2006     | Implementação de novos recursos                                                                                             |
| 1.8.1                    | 1.1 Beta                 | 8 de novembro de 2006    | Implementação de novos recursos                                                                                             |
| 1.8.1                    | 1.1                      | 18 de janeiro de 2007    | Lançamento oficial da versão 1.1.                                                                                           |
| 1.8.1                    | 1.1.1                    | 28 de fevereiro de 2007  | Melhoria em estabilidade e correções de segurança.                                                                          |
| 1.8.1                    | 1.1.2                    | 30 de maio de 2007       | Melhoria em estabilidade e correções de segurança.                                                                          |
| 1.8.1                    | 1.1.3                    | 19 de julho de 2007      | Melhoria em estabilidade e correções de segurança.                                                                          |
| 1.8.1                    | 1.1.4                    | 3 de agosto de 2007      | Melhoria em estabilidade e correções de segurança.                                                                          |
| 1.8.1                    | 1.1.5                    | 19 de outubro de 2007    | Melhoria em estabilidade e correções de segurança.                                                                          |
| 1.8.1                    | 1.1.6                    | 5 de novembro de 2007    | Correção na exibição de certas páginas.                                                                                     |
| 1.8.1                    | 1.1.7                    | 30 de novembro de 2007   | Melhoria em estabilidade e correções de segurança. Problema ao executar o programa em diretórios somente-leitura corrigido. |
| 1.8.1                    | 1.1.8                    | 7 de fevereiro de 2008   | Melhoria em estabilidade e correções de segurança.                                                                          |
| 1.8.1                    | 1.1.9                    | 25 de março de 2008      | Melhoria em estabilidade e correções de segurança.                                                                          |
| 1.8.1                    | 1.1.10                   | 2 de julho de 2008       | Melhoria em estabilidade e correções de segurança.                                                                          |
| 1.8.1                    | 1.1.11                   | 15 de julho de 2008      | Melhoria em estabilidade e correções de segurança.                                                                          |
| 1.8.1                    | 1.1.12                   | 23 de setembro de 2008   | Melhoria em estabilidade e correções de segurança.                                                                          |
| 1.8.1                    | 1.1.13                   | 12 de novembro de 2008   | Melhoria em estabilidade e correções de segurança.                                                                          |
| 1.8.1                    | 1.1.14                   | 16 de dezembro de 2008   | Melhoria em estabilidade e correções de segurança.                                                                          |
| 1.8.1                    | 1.1.15                   | 18 de março de 2009      | Melhoria em estabilidade e correções de segurança.                                                                          |
| 1.8.1                    | 1.1.16                   | 8 de abril de 2009       | Melhoria em estabilidade e correções de segurança.                                                                          |
| 1.8.1                    | 1.1.17                   | 22 de junho de 2009      | Melhoria em estabilidade e correções de segurança.                                                                          |
| 1.8.1                    | 1.1.18                   | 3 de setembro de 2009    | Melhoria em estabilidade e correções de segurança.                                                                          |
| 1.8.1                    | 1.1.19                   | 16 de março de 2009      | Melhoria em estabilidade e correções de segurança. Marca o fim-de-vida para a série SeaMonkey 1.1.x.                        |
| 1.9.1                    | 2.0 Alpha 1              | 5 de outubro de 2008     | Transição de toolkit e implementação de novos recursos]                                                                     |
| 1.9.1                    | 2.0 Alpha 2              | 10 de dezembro de 2008   | Transição de toolkit e implementação de novos recursos                                                                      |
| 1.9.1                    | 2.0 Alpha 3              | 3 de março de 2009       | Transição de toolkit e implementação de novos recursos                                                                      |
| 1.9.1                    | 2.0 Beta 1               | 21 de julho de 2009      | Atualização para o Gecko 1.9.1.1, implementação de novos recursos                                                           |
| 1.9.1                    | 2.0 Beta 2               | 12 de setembro de 2009   | Implementação de novos recursos.                                                                                            |
| 1.9.1                    | 2.0 RC 1                 | 10 de outubro de 2009    | Primeiro release candidate.                                                                                                 |
| 1.9.1                    | 2.0 RC 2                 | 19 de outubro de 2009    | Segundo release candidate.                                                                                                  |
| 1.9.1                    | 2.0                      | 27 de outubro de 2009    | Lançamento oficial da versão 2.0.                                                                                           |
| 1.9.1                    | 2.0.1                    | 15 de dezembro de 2009   | Melhoria em estabilidade e correções de segurança.                                                                          |
| 1.9.1                    | 2.0.2                    | 11 de janeiro de 2010    | Melhoria em estabilidade e correções de segurança.                                                                          |
| 1.9.1                    | 2.0.3                    | 17 de fevereiro de 2010  | Melhoria em estabilidade e correções de segurança.                                                                          |
| 1.9.1                    | 2.0.4                    | 30 de março de 2010      | Melhoria em estabilidade e correções de segurança.                                                                          |
| 1.9.1                    | 2.0.5                    | 22 de junho de 2010      | Melhoria em estabilidade e correções de segurança.                                                                          |
| 1.9.1                    | 2.0.6                    | 20 de julho de 2010      | Melhoria em estabilidade e correções de segurança.                                                                          |
| 1.9.1                    | 2.0.7                    | 7 de setembro de 2010    | Melhoria em estabilidade e correções de segurança.                                                                          |
| 1.9.1                    | 2.0.8                    | 15 de setembro de 2010   | Melhoria em estabilidade somente.                                                                                           |
| 1.9.1                    | 2.0.9                    | 20 de outubro de 2010    | Melhoria em estabilidade e correções de segurança.                                                                          |
| 1.9.1                    | 2.0.10                   | 28 de outubro de 2010    | Correções de segurança. |
| 1.9.1                    | 2.0.11                   | 9 de dezembro de 2010    | Melhoria em estabilidade e correções de segurança.                                                                          |
| 1.9.1                    | 2.0.12                   | 2 de março de 2011       | Correções de segurança. |
| 1.9.1                    | 2.0.13                   | 23 de março de 2011      | Melhoria em estabilidade e correções de segurança.                                                                          |
| 1.9.1                    | 2.0.14                   | 28 de abril de 2011      | Melhoria em estabilidade e correções de segurança.                                                                          |
| 1.9.3                    | 2.1 Alpha 1              | 18 de março de 2010      | Novos recursos. |
| 1.9.3                    | 2.1 Alpha 2              | 7 de julho de 2010       | Novo gerenciador de complementos, novos recursos.                                                                           |
| 2.0                      | 2.1 Alpha 3              | 24 de agosto de 2010     | Lançamento do terceiro Alfa                                                                                                 |
| 2.0                      | 2.1 Beta 1               | 20 de outubro de 2010    | Lançamento do primeiro beta                                                                                                 |
| 2.0                      | 2.1 Beta 2               | 14 de fevereiro de 2011  | Lançamento do segundo beta.                                                                                                 |
| 2.0                      | 2.1 Beta 3               | 7 de abril de 2011       | Lançamento do terceiro beta.                                                                                                |
| 2.0                      | 2.1 RC 1                 | 12 de maio de 2011       | Lançamento do Primeiro release candidate.                                                                                   |
| 2.0                      | 2.1 RC 2                 | 6 de junho de 2011       | Lançamento do Segundo release candidate.                                                                                    |
| 2.0                      | 2.1                      | 10 de junho de 2011      | Lançamento oficial da versão 2.1.                                                                                           |
| 5.0                      | 2.2 Beta 1               | 22 de junho de 2011      | Lançamento do primeiro beta                                                                                                 |
| 5.0                      | 2.2 Beta 2               | 28 de junho de 2011      | Lançamento do segundo beta.                                                                                                 |
| 5.0                      | 2.2 Beta 3               | 2 de julho de 2011       | Lançamento do terceiro beta.                                                                                                |
| 5.0                      | 2.2                      | 7 de julho de 2011       | Lançamento oficial da versão 2.2.                                                                                           |
| 6.0                      | 2.3 Beta 1               | 25 de julho de 2011      | Lançamento do primeiro beta                                                                                                 |
| 6.0                      | 2.3 Beta 2               | 31 de julho de 2011      | Lançamento do segundo beta.                                                                                                 |
| 6.0                      | 2.3 Beta 3               | 6 de agosto de 2011      | Lançamento do terceiro beta.                                                                                                |
| 6.0                      | 2.3                      | 16 de agosto de 2011     | Lançamento oficial da versão 2.3.                                                                                           |
| 6.0                      | 2.3.1                    | 23 de agosto de 2011     | Lançamento oficial da versão 2.3.1.                                                                                         |
| 6.0                      | 2.3.2                    | 31 de agosto de 2011     | Lançamento oficial da versão 2.3.2.                                                                                         |
| 6.0                      | 2.3.3                    | 6 de setembro de 2011    | Lançamento oficial da versão 2.3.3.                                                                                         |
| 7.0                      | 2.4 Beta 1               | 6 de setembro de 2011    | Lançamento do primeiro beta                                                                                                 |
| 7.0                      | 2.4 Beta 2               | 12 de setembro de 2011   | Lançamento do segundo beta.                                                                                                 |
| 7.0                      | 2.4 Beta 3               | 18 de setembro de 2011   | Lançamento do terceiro beta.                                                                                                |
| 7.0                      | 2.4                      | 27 de setembro de 2011   | Lançamento oficial da versão 2.4.                                                                                           |
| 7.0                      | 2.4.1                    | 29 de setembro de 2011   | Lançamento oficial da versão 2.4.1.                                                                                         |
| 8.0                      | 2.5 Beta 1               | 30 de setembro de 2011   | Lançamento do primeiro beta.                                                                                                |
| 8.0                      | 2.5 Beta 2               | 7 de outubro de 2011     | Lançamento do segundo beta.                                                                                                 |
| 8.0                      | 2.5 Beta 3               | 14 de outubro de 2011    | Lançamento do terceiro beta.                                                                                                |
| 8.0                      | 2.5 Beta 4               | 9 de novembro de 2011    | Lançamento do quarto beta.                                                                                                  |
| 8.0                      | 2.5                      | 22 de novembro de 2011   | Lançamento oficial da versão 2.5.                                                                                           |
| 9.0                      | 2.6 Beta 1               | 23 de novembro de 2011   | Lançamento do primeiro beta.                                                                                                |
| 9.0                      | 2.6 Beta 2               | 3 de dezembro de 2011    | Lançamento do segundo beta.                                                                                                 |
| 9.0                      | 2.6 Beta 3               | 9 de dezembro de 2011    | Lançamento do terceiro beta.                                                                                                |
| 9.0                      | 2.6 Beta 4               | 14 de dezembro de 2011   | Lançamento do quarto beta.                                                                                                  |
| 9.0                      | 2.6                      | 20 de dezembro de 2011   | Lançamento oficial da versão 2.6.                                                                                           |
| 9.0                      | 2.6.1                    | 22 de dezembro de 2011   | Melhoria em estabilidade e correções de segurança.                                                                          |
| 10.0                     | 2.7 Beta 1               | 24 de dezembro de 2011   | Lançamento do primeiro beta.                                                                                                |
| 10.0                     | 2.7 Beta 2               | 30 de dezembro de 2011   | Lançamento do segundo beta.                                                                                                 |
| 10.0                     | 2.7 Beta 3               | 7 de janeiro de 2012     | Lançamento do terceiro beta.                                                                                                |
| 10.0                     | 2.7 Beta 4               | 20 de janeiro de 2012    | Lançamento do quarto beta.                                                                                                  |
| 10.0                     | 2.7 Beta 5               | 26 de janeiro de 2012    | Lançamento do quinto beta.                                                                                                  |
| 10.0                     | 2.7                      | 31 de janeiro de 2012    | Lançamento oficial da versão 2.7.                                                                                           |
| 10.0                     | 2.7.1                    | 10 de fevereiro de 2012  | Melhoria em estabilidade e correções de segurança.                                                                          |
| 10.0                     | 2.7.2                    | 17 de fevereiro de 2012  | Melhoria em estabilidade e correções de segurança.                                                                          |
| 11.0                     | 2.8 Beta 1               | 4 de fevereiro de 2012   | Lançamento do primeiro beta.                                                                                                |
| 11.0                     | 2.8 Beta 2               | 9 de fevereiro de 2012   | Lançamento do segundo beta.                                                                                                 |
| 11.0                     | 2.8 Beta 3               | 18 de fevereiro de 2012  | Lançamento do terceiro beta.                                                                                                |
| 11.0                     | 2.8 Beta 4               | 25 de fevereiro de 2012  | Lançamento do quarto beta.                                                                                                  |
| 11.0                     | 2.8 Beta 5               | 6 de março de 2012       | Lançamento do quinto beta.                                                                                                  |
| 11.0                     | 2.8 Beta 6               | 8 de março de 2012       | Lançamento do sexto beta.                                                                                                   |
| 11.0                     | 2.8                      | 13 de março de 2012      | Lançamento oficial da versão 2.8.                                                                                           |
| 12.0                     | 2.9 Beta 1               | 26 de março de 2012      | Lançamento do primeiro beta.                                                                                                |
| 12.0                     | 2.9 Beta 2               | 30 de março de 2012      | Lançamento do segundo beta.                                                                                                 |
| 12.0                     | 2.9 Beta 3               | 14 de abril de 2012      | Lançamento do terceiro beta.                                                                                                |
| 12.0                     | 2.9 Beta 4               | 19 de abril de 2012      | Lançamento do quarto beta.                                                                                                  |
| 12.0                     | 2.9                      | 24 de abril de 2012      | Lançamento oficial da versão 2.9.                                                                                           |
| 12.0                     | 2.9.1                    | 30 de abril de 2012      | Melhoria em estabilidade e correções de segurança.                                                                          |
| 13.0                     | 2.10 Beta 1              | 12 de maio de 2012       | Lançamento do primeiro beta.                                                                                                |
| 13.0                     | 2.10 Beta 2              | 23 de maio de 2012       | Lançamento do segundo beta.                                                                                                 |
| 13.0                     | 2.10 Beta 3              | 1 de junho de 2012       | Lançamento do terceiro beta.                                                                                                |
| 13.0                     | 2.10                     | 6 de junho de 2012       | Lançamento oficial da versão 2.10.                                                                                          |
| 13.0                     | 2.10.1                   | 16 de junho de 2012      | Melhoria em estabilidade e correções de segurança.                                                                          |
| 14.0                     | 2.11 Beta 1              | 8 de junho de 2012       | Lançamento do primeiro beta.                                                                                                |
| 14.0                     | 2.11 Beta 2              | 14 de junho de 2012      | Lançamento do segundo beta.                                                                                                 |
| 14.0                     | 2.11 Beta 3              | 23 de junho de 2012      | Lançamento do terceiro beta.                                                                                                |
| 14.0                     | 2.11 Beta 4              | 1 de julho de 2012       | Lançamento do quarto beta.                                                                                                  |
| 14.0                     | 2.11 Beta 5              | 6 de julho de 2012       | Lançamento do quinto beta.                                                                                                  |
| 14.0                     | 2.11 Beta 6              | 11 de julho de 2012      | Lançamento do sexto beta.                                                                                                   |
| 14.0                     | 2.11                     | 17 de julho de 2012      | Lançamento oficial da versão 2.11.                                                                                          |
| 15.0                     | 2.12 Beta 1              | 21 de julho de 2012      | Lançamento do primeiro beta.                                                                                                |
| 15.0                     | 2.12 Beta 2              | 27 de julho de 2012      | Lançamento do segundo beta.                                                                                                 |
| 15.0                     | 2.12 Beta 3              | 3 de agosto de 2012      | Lançamento do terceiro beta.                                                                                                |
| 15.0                     | 2.12 Beta 4              | 11 de agosto de 2012     | Lançamento do quarto beta.                                                                                                  |
| 15.0                     | 2.12 Beta 5              | 18 de agosto de 2012     | Lançamento do quinto beta.                                                                                                  |
| 15.0                     | 2.12 Beta 6              | 24 de agosto de 2012     | Lançamento do sexto beta.                                                                                                   |
| 15.0                     | 2.12                     | 28 de agosto de 2012     | Lançamento oficial da versão 2.12.                                                                                          |
| 15.0                     | 2.12.1                   | 10 de setembro de 2012   | Melhoria em estabilidade e correções de segurança.                                                                          |
| 16.0                     | 2.13 Beta 1              | 1 de setembro de 2012    | Lançamento do primeiro beta.                                                                                                |
| 16.0                     | 2.13 Beta 2              | 7 de setembro de 2012    | Lançamento do segundo beta.                                                                                                 |
| 16.0                     | 2.13 Beta 3              | 14 de setembro de 2012   | Lançamento do terceiro beta.                                                                                                |
| 16.0                     | 2.13 Beta 4              | 23 de setembro de 2012   | Lançamento do quarto beta.                                                                                                  |
| 16.0                     | 2.13 Beta 5              | 29 de setembro de 2012   | Lançamento do quinto beta.                                                                                                  |
| 16.0                     | 2.13 Beta 6              | 5 de outubro de 2012     | Lançamento do sexto beta.                                                                                                   |
| 16.0                     | 2.13                     | 9 de outubro de 2012     | Lançamento oficial da versão 2.13.                                                                                          |
| 16.0                     | 2.13.1                   | 12 de outubro de 2012    | Melhoria em estabilidade e correções de segurança.                                                                          |
| 16.0                     | 2.13.2                   | 27 de outubro de 2012    | Melhoria em estabilidade e correções de segurança.                                                                          |
| 17.0                     | 2.14 Beta 1              | 22 de outubro de 2012    | Lançamento do primeiro beta.                                                                                                |
| 17.0                     | 2.14 Beta 2              | 26 de outubro de 2012    | Lançamento do segundo beta.                                                                                                 |
| 17.0                     | 2.14 Beta 3              | 2 de novembro de 2012    | Lançamento do terceiro beta.                                                                                                |
| 17.0                     | 2.14 Beta 4              | 9 de novembro de 2012    | Lançamento do quarto beta.                                                                                                  |
| 17.0                     | 2.14 Beta 5              | 14 de novembro de 2012   | Lançamento do quinto beta.                                                                                                  |
| 17.0                     | 2.14                     | 20 de outubro de 2012    | Lançamento oficial da versão 2.14.                                                                                          |
| 17.0                     | 2.14.1                   | 30 de novembro de 2012   | Melhoria em estabilidade e correções de segurança.                                                                          |
| 18.0                     | 2.15 Beta 1              | 26 de novembro de 2012   | Lançamento do primeiro beta.                                                                                                |
| 18.0                     | 2.15 Beta 2              | 4 de dezembro de 2012    | Lançamento do segundo beta.                                                                                                 |
| 18.0                     | 2.15 Beta 3              | 7 de dezembro de 2012    | Lançamento do terceiro beta.                                                                                                |
| 18.0                     | 2.15 Beta 4              | 14 de dezembro de 2012   | Lançamento do quarto beta.                                                                                                  |
| 18.0                     | 2.15 Beta 5              | 21 de dezembro de 2012   | Lançamento do quinto beta.                                                                                                  |
| 18.0                     | 2.15 Beta 6              | 2 de janeiro de 2013     | Lançamento do sexto beta.                                                                                                   |
| 18.0                     | 2.15                     | 8 de janeiro de 2013     | Lançamento oficial da versão 2.15.                                                                                          |
| 18.0                     | 2.15.1                   | 20 de janeiro de 2013    | Melhoria em estabilidade e correções de segurança.                                                                          |
| 18.0                     | 2.15.2                   | 4 de fevereiro de 2013   | Melhoria em estabilidade e correções de segurança.                                                                          |
| 19.0                     | 2.16 Beta 1              | 12 de janeiro de 2013    | Lançamento do primeiro beta.                                                                                                |
| 19.0                     | 2.16 Beta 2              | 27 de janeiro de 2013    | Lançamento do segundo beta.                                                                                                 |
| 19.0                     | 2.16 Beta 3              | 1 de fevereiro de 2013   | Lançamento do terceiro beta.                                                                                                |
| 19.0                     | 2.16 Beta 4              | 8 de fevereiro de 2013   | Lançamento do quarto beta.                                                                                                  |
| 19.0                     | 2.16 Beta 5              | 15 de fevereiro de 2013  | Lançamento do quinto beta.                                                                                                  |
| 19.0                     | 2.16                     | 21 de fevereiro de 2013  | Lançamento oficial da versão 2.16.                                                                                          |
| 19.0                     | 2.16.1                   | 8 de março de 2013       | Melhoria em estabilidade e correções de segurança.                                                                          |
| 19.0                     | 2.16.2                   | 13 de março de 2013      | Melhoria em estabilidade e correções de segurança.                                                                          |
| 20.0                     | 2.17 Beta 1              | 26 de fevereiro de 2013  | Lançamento do primeiro beta.                                                                                                |
| 20.0                     | 2.17 Beta 2              | 28 de março de 2013      | Lançamento do segundo beta.                                                                                                 |
| 20.0                     | 2.17 Beta 3              | 24 de março de 2013      | Lançamento do terceiro beta.                                                                                                |
| 20.0                     | 2.17 Beta 4              | 28 de março de 2013      | Lançamento do quarto beta.                                                                                                  |
| 20.0                     | 2.17                     | 2 de abril de 2013       | Lançamento oficial da versão 2.17.                                                                                          |
| 20.0                     | 2.17.1                   | 14 de abril de 2013      | Melhoria em estabilidade e correções de segurança.                                                                          |
| 21.0                     | 2.18 Beta 1              | 5 de abril de 2013       | Lançamento do primeiro beta.                                                                                                |
| 21.0                     | 2.18 Beta 2              | 19 de abril de 2013      | Lançamento do segundo beta.                                                                                                 |
| 21.0                     | 2.18 Beta 3              | 27 de abril de 2013      | Lançamento do terceiro beta.                                                                                                |
| 21.0                     | 2.18 Beta 4              | 3 de maio de 2013        | Lançamento do quarto beta.                                                                                                  |
| 21.0                     | 2.18                     | 1 de junho de 2013       | Lançamento cancelado. |
| 22.0                     | 2.19 Beta 1              | 20 de junho de 2013      | Lançamento do primeiro beta.                                                                                                |
| 22.0                     | 2.19 Beta 2              | 26 de junho de 2013      | Lançamento do segundo beta.                                                                                                 |
| 22.0                     | 2.19                     | 2 de julho de 2013       | Lançamento oficial da versão 2.19.                                                                                          |
| 23.0                     | 2.20 Beta 1              | 9 de julho de 2013       | Lançamento do primeiro beta.                                                                                                |
| 23.0                     | 2.20 Beta 2              | 23 de junho de 2013      | Lançamento do segundo beta.                                                                                                 |
| 23.0                     | 2.20 Beta 3              | 30 de junho de 2013      | Lançamento do terceiro beta.                                                                                                |
| 23.0                     | 2.20                     | 6 de agosto de 2013      | Lançamento oficial da versão 2.20.                                                                                          |
| 24.0                     | 2.21 Beta 1              | 7 de setembro de 2013    | Lançamento do primeiro beta.                                                                                                |
| 24.0                     | 2.21 Beta 2              | 11 de setembro de 2013   | Lançamento do segundo beta.                                                                                                 |
| 24.0                     | 2.21                     | 17 de setembro de 2013   | Lançamento oficial da versão 2.21.                                                                                          |
| 25.0                     | 2.22 Beta 1              | 21 de outubro de 2013    | Lançamento do primeiro beta.                                                                                                |
| 25.0                     | 2.22 Beta 2              | 25 de outubro de 2013    | Lançamento do segundo beta.                                                                                                 |
| 25.0                     | 2.22                     | 30 de outubro de 2013    | Lançamento oficial da versão 2.22.                                                                                          |
| 25.0                     | 2.22.1                   | 18 de novembro de 2013   | Melhoria em estabilidade e correções de segurança.                                                                          |
| 26.0                     | 2.23 Beta 1              | 6 de dezembro de 2013    | Lançamento do primeiro beta.                                                                                                |
| 26.0                     | 2.23 Beta 2              | 8 de dezembro de 2013    | Lançamento do segundo beta.                                                                                                 |
| 26.0                     | 2.23                     | 30 de outubro de 2013    | Lançamento oficial da versão 2.23.                                                                                          |
| 27.0                     | 2.24 Beta 1              | 3 de fevereiro de 2014   | Lançamento do primeiro beta.                                                                                                |
| 27.0                     | 2.24                     | 6 de fevereiro de 2014   | Lançamento oficial da versão 2.24.                                                                                          |
| 28.0                     | 2.25 Beta 1              | 13 de fevereiro de 2014  | Lançamento do primeiro beta.                                                                                                |
| 28.0                     | 2.25 Beta 2              | 9 de março de 2014       | Lançamento do segundo beta.                                                                                                 |
| 28.0                     | 2.25 Beta 3              | 14 de março de 2014      | Lançamento do terceiro beta.                                                                                                |
| 28.0                     | 2.25                     | 19 de março de 2014      | Lançamento oficial da versão 2.25.                                                                                          |
| 29.0                     | 2.26 Beta 1              | 9 de abril de 2014       | Lançamento do primeiro beta.                                                                                                |
| 29.0                     | 2.26 Beta 2              | 18 de abril de 2014      | Lançamento do segundo beta.                                                                                                 |
| 29.0                     | 2.26                     | 2 de maio de 2014        | Lançamento oficial da versão 2.26.                                                                                          |
| 29.0                     | 2.26.1                   | 16 de junho de 2014      | Melhoria em estabilidade e correções de segurança.                                                                          |
| 30.0                     | 2.27                     | 26 de agosto de 2014     | Lançamento cancelado. |
| 31.0                     | 2.28                     | 26 de agosto de 2014     | Lançamento cancelado. |
| 32.0                     | 2.29 Beta 1              | 27 de agosto de 2014     | Lançamento do primeiro beta.                                                                                                |
| 32.0                     | 2.29 Beta 2              | 2 de setembro de 2014    | Lançamento do segundo beta.                                                                                                 |
| 32.0                     | 2.29                     | 7 de setembro de 2014    | Lançamento oficial da versão 2.29.                                                                                          |
| 32.0                     | 2.29.1                   | 24 de setembro de 2014   | Melhoria em estabilidade e correções de segurança.                                                                          |
| 33.0                     | 2.30 Beta 1              | 9 de outubro de 2014     | Lançamento do primeiro beta.                                                                                                |
| 33.0                     | 2.30 Beta 2              | 12 de outubro de 2014    | Lançamento do segundo beta.                                                                                                 |
| 33.0                     | 2.30                     | 15 de outubro de 2014    | Lançamento oficial da versão 2.30.                                                                                          |
| 34.0                     | 2.31 Beta 1              | 2 de novembro de 2014    | Lançamento do primeiro beta.                                                                                                |
| 34.0                     | 2.31 Beta 2              | 29 de novembro de 2014   | Lançamento do segundo beta.                                                                                                 |
| 34.0                     | 2.31                     | 4 de dezembro de 2014    | Lançamento oficial da versão 2.31.                                                                                          |
| 35.0                     | 2.32 Beta 1              | 16 de dezembro de 2014   | Lançamento do primeiro beta.                                                                                                |
| 35.0                     | 2.32 Beta 2              | 21 de dezembro de 2014   | Lançamento do segundo beta.                                                                                                 |
| 35.0                     | 2.32 Beta 3              | 4 de janeiro de 2015     | Lançamento do terceiro beta.                                                                                                |
| 35.0                     | 2.32                     | 13 de janeiro de 2015    | Lançamento oficial da versão 2.32.                                                                                          |
| 35.0                     | 2.32.1                   | 6 de fevereiro de 2015   | Melhoria em estabilidade e correções de segurança.                                                                          |
| 36.0                     | 2.33 Beta 1              | 25 de fevereiro de 2015  | Lançamento do primeiro beta.                                                                                                |
| 36.0                     | 2.33                     | 10 de março de 2015      | Lançamento oficial da versão 2.33.                                                                                          |
| 36.0                     | 2.33.1                   | 23 de março de 2015      | Melhoria em estabilidade e correções de segurança.                                                                          |
| 37.0                     | 2.34                     | ―                        | Lançamento cancelado, em favor do 2.35                                                                                      |
| 38.0                     | 2.35                     | 3 de setembro de 2015    | Lançamento oficial da versão 2.35.                                                                                          |
| 39.0                     | 2.36                     | ―                        | Lançamento cancelado, em favor do 2.35                                                                                      |
| 40.0                     | 2.37                     | ―                        | Lançamento cancelado, em favor do 2.38                                                                                      |
| 41.0                     | 2.38 Beta 1              | 7 de setembro de 2015    | Lançamento do primeiro beta.                                                                                                |
| 41.0                     | 2.38                     | 26 de setembro de 2015   | Lançamento oficial da versão 2.38.                                                                                          |
| 42.0                     | 2.39 Beta 1              | 2 de novembro de 2015    | Lançamento do primeiro beta.                                                                                                |
| 42.0                     | 2.39                     | 8 de novembro de 2015    | Lançamento oficial da versão 2.39.                                                                                          |
| 43.0                     | 2.40                     | 14 de março de 2016      | Lançamento oficial da versão 2.40.                                                                                          |
| 44.0                     | 2.41                     | ―                        | Lançamento cancelado, devido a problema de infraestrutura.                                                                  |
| 45.0                     | 2.42                     | ―                        | Lançamento cancelado, devido a problema de infraestrutura.                                                                  |
| 46.0                     | 2.43                     | ―                        | Lançamento cancelado, devido a problema de infraestrutura.                                                                  |
| 47.0                     | 2.44                     | ―                        | Lançamento cancelado, devido a problema de infraestrutura.                                                                  |
| 48.0                     | 2.45                     | ―                        | Lançamento cancelado, devido a problema de infraestrutura.                                                                  |
| 49.0                     | 2.46                     | 22 de dezembro de 2016   | Lançamento oficial da versão 2.46.                                                                                          |
| 50.0                     | 2.47                     | ―                        | Lançamento cancelado, em favor do 2.46.                                                                                     |
| 51.0                     | 2.48 Beta 1              | 17 de abril de 2017      | Lançamento do primeiro beta.                                                                                                |
| 51.0                     | 2.48                     | 31 de julho de 2017      | Lançamento oficial da versão 2.48.                                                                                          |
| 52.0                     | 2.49.1                   | 4 de novembro de 2017    | Lançamento oficial da versão 2.49.1.                                                                                        |
| 52.0                     | 2.49.2                   | 15 de fevereiro de 2018  | Melhoria em estabilidade e correções de segurança.                                                                          |
| 52.0                     | 2.49.3                   | 4 de maio de 2018        | Melhoria em estabilidade e correções de segurança.                                                                          |
| 52.0                     | 2.49.4                   | 27 de julho de 2018      | Melhoria em estabilidade e correções de segurança.                                                                          |
| 52.0                     | 2.49.5                   | 4 de setembro de 2019    | |
| 53.0                     | 2.50                     | ―                        | ― |
| 54.0                     | 2.51                     | ―                        | ― |
| 55.0                     | 2.52                     | ―                        | ― |
| 60.3                     | 2.53.1                   | 28 de fevereiro de 2020  | |
| 57.0                     | 2.54                     | ―                        | ― |
| 58.0                     | 2.55                     | ―                        | ― |
| 59.0                     | 2.56                     | ―                        | ― |
| 60.0                     | 2.57                     | não lançado              | Versão final estável. |
| 61.0                     | 2.58                     | ―                        | ― |
| 62.0                     | 2.59                     | ―                        | ― |
| 63.0                     | 2.60                     | não lançado              | Versão final estável. |
| 64.0                     | 2.61                     | não lançado              | Versão final estável |

## Visão geral
A base para o desenvolvimento de sua primeira versão estável, a 1.0, foi o Mozilla 1.8b1. Esta versão do Mozilla já estava bastante madura, como se pode indicar por uma versão beta. O principal motivo para o não-lançamento oficial da versão 1.8 é que teriam que manter atualizações de segurança tanto para ela quanto para a 1.7 (que continua com as atualizações de segurança, mesmo tendo descontinuado o desenvolvimento de novas versões).
A versão 1.0 do SeaMonkey equivale à 1.8 da Suíte Mozilla, com as diferenças básicas sendo o novo logotipo e o tema padrão ser o Clássico, ao invés do Moderno.
Muitos usuários esperavam maiores novidades e acabaram um pouco decepcionados com a primeira versão. Somente nas versões posteriores foram acrescentadas maiores inovações.
Melhorias na interface gráfica e a troca do tema padrão criticado por alguns e considerado clássico por outros estão planejadas apenas para versões mais longínquas.
Atualmente os esforços estão voltados para a parte central do código, migrando a arquitetura e a ferramenta de desenvolvimento para um melhor aproveitamento de códigos do Firefox e Thunderbird, com o intuito de facilitar o desenvolvimento do programa e de extensões que funcionem em ambos sem a necessidade de adaptações que algumas exigem.

## Migração a partir do Mozilla

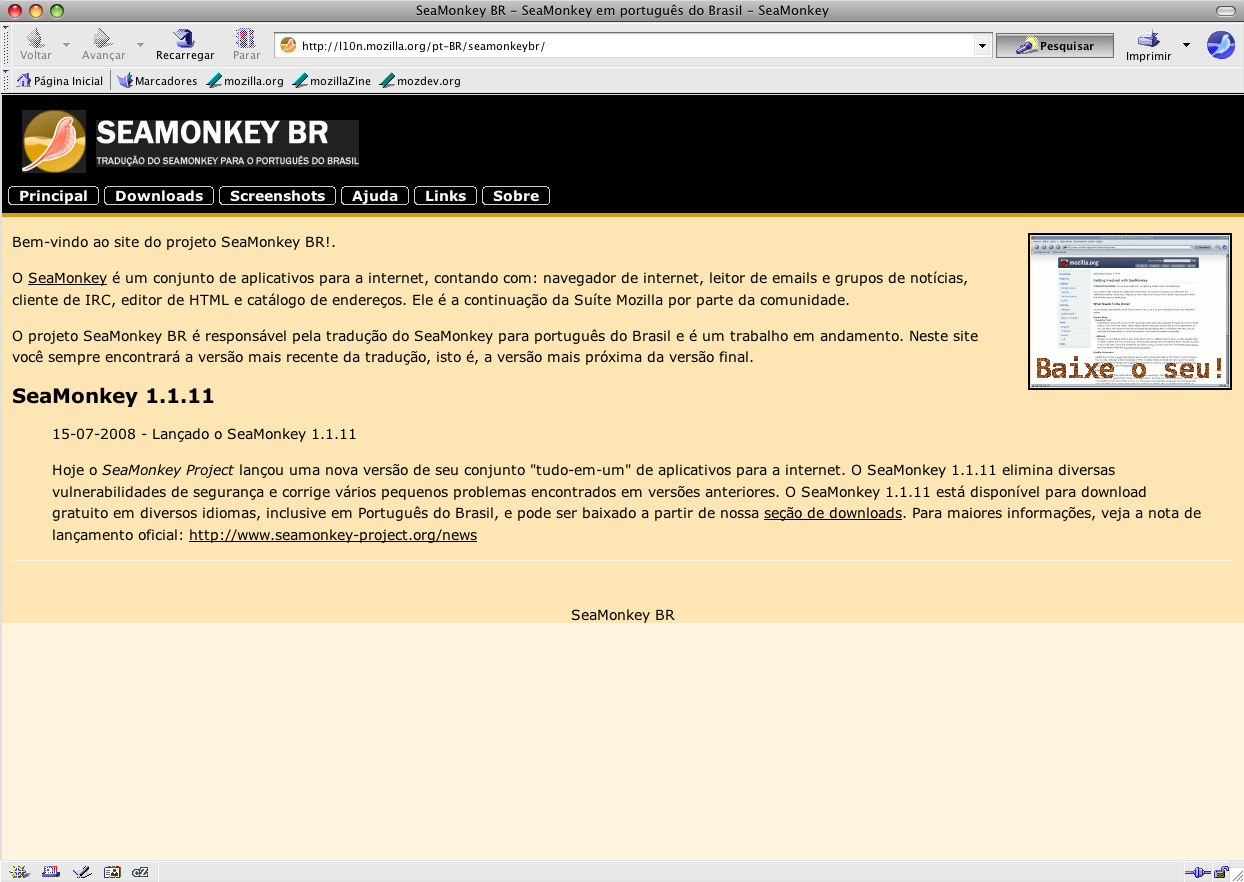
SeaMonkey 1.1.11 em português no Mac OS X.

O mais aconselhável é usar um perfil novo. O usuário que deseja arriscar, deve desinstalar todas as extensões e temas antes de efetuar a migração, para evitar problemas.
O sentido oposto não é recomendável, tanto quanto o compartilhamento de perfis entre ambos, pois a predisposição para problemas é grande.

## Versões de desenvolvimento
Os usuários que não estejam satisfeitos com as versões oficiais e desejem utilizar versões instáveis, porém mais novas, do programa podem utilizar as versões disponibilizadas diariamente em: https://www.seamonkey-project.org/
Estas versões estão sujeitas a travamentos, mau funcionamento, não sendo recomendadas para o uso diário, devendo ser utilizadas apenas para testar as novidades. Se possível, ajude a identificar os bugs e relatá-los.
Algumas características relativas à configuração do programa, como o suporte a SVG, acabam variando de acordo com os problemas enfrentados enquanto compilando o programa. Geralmente apenas as versões finais vêm com o calendário.